# Hemodinâmica
Hemodinâmica é o capítulo da fisiologia que estuda a circulação do sangue. Para termos uma ideia, é o equivalente da hidrodinâmica se o líquido fosse água e não sangue.
A hemodinâmica, estudada em fisiologia,  é estudada de uma maneira mais aprofundada na especialidade de cardiologia. 
Pode ser separada em três grandes capítulos:

## Hemodinâmica venosa
A hemodinâmica venosa é mais complexa pois não há uma bomba a criar um gradiente de energético para assegurar um fluxo sanguíneo. . Assim o sistema venoso, sobretudo dos membros inferiores, está sujeito não só à energia hidrostática mas também à força da gravidade que favorecem a estase nas regiões de declive.
Sendo a função do sistema venoso a drenagem do sangue venoso em direcção centrípeta (para o coração), devemos salientar que ela se faz de baixo para cima e da superfície para a profundidade. O sangue venoso flui, portanto, das veias superficiais para as profundas, através das veias perfurantes e das crossas das veias safenas, estas recebendo todas as colaterais numa organização e hierarquia que se assemelha muito ao que conhecemos dos rios. Há duas excepções em que o sangue drena da profundidade para a superfície, a saber:
1 - a drenagem da planta do pé que, em posição de pé, drena da palmilha para o dorso do pé
2 - as colaterais da crossa da safena interna que drenam do abdómen para a esta safena
As redes venosas principais estão organizadas: (N) da palavra inglesa "Network"
N1 Sistema venoso profundo, situado em profundidade em relação à fascia profunda. Também é chamado de compartimento AC1
N2 Safenas interna (magna) e externa (parva),  veia anterior da coxa ( ou veia acessória anterior) e veia de Giacomini, Situadas entre as fascias superficial e profunda, ou compartimento AC2
N3 ou compartimento AC3, superficial à fascia, constituído pelas colaterais das safenas
N4, usado sobretudo na terminologia CHIVA e importante para a cartografia e estratégia cirúrgica por esta técnica, é constituído por veias superficiais à fascia mas que unem entre si duas veias da rede N3.

## Hemodinâmica cardíaca
Cardiologia intervencionista

## Hemodinâmica arterial
Cardiologia intervencionista